# Honduras en la clasificación de Concacaf para la Copa Mundial de Fútbol de 1982
La selección de fútbol de Honduras fue uno de los dieciséis equipos nacionales que participaron en la Clasificación de Concacaf para la Copa Mundial de Fútbol, en la cual definieron representantes para la Copa Mundial de Fútbol de 1982 que se desarrollaría en España. Cabe destacar que La H no clasificaba a ninguna Copa Mundial.
Honduras empezó el recorrido en la Zona de Centroamérica, junto a las selecciones de El Salvador, Guatemala, Costa Rica y Panamá. El 30 de julio de 1980 debutó contra Panamá de visitante, ganando dos a cero.
Volvió a jugar, frente a Costa Rica y Guatemala, ganando de visita por primera vez ante Costa Rica 3-2 y empatando de local contra Guatemala.
En noviembre hubo tres juegos, contra Costa Rica y El Salvador, perdiendo ante estos últimos de visita. En diciembre fueron los últimos dos partidos, obteniendo una histórica victoria de visita por la mínima ante Guatemala con gol de Jimmy Bailey y goleando a Panamá 5-0.
El mejor equipo de las tres zonas de la Concacaf (Norte, Centro y Caribe) sería la sede del Campeonato de Naciones de la Concacaf de 1981, que también servía como ronda final de las eliminatorias, siendo Honduras la mejor y elegida.
Los encuentros se llevaron a cabo en noviembre en el Estadio Nacional de Tegucigalpa, donde los rivales de turno fueron Haití, Cuba, Canadá, El Salvador y México; primero derrotaron a Haití con comodidad 4-0. Luego vencieron a Cuba por dos goles a cero y a Canadá 2-1, con un gol de José Roberto "el macho" Figueroa.
Empataron contra El Salvador sin goles, sellando su clasificación para la Copa Mundial de 1982. Volvieron a igualar a 0 contra México, obteniendo hasta ahora su primer y único título continental.

## Sistema de juego
Los equipos se dividieron en tres zonas atendiendo a consideraciones geográficas. En cada zona se clasificarían dos equipos, hasta formar una ronda final compuesta por una liguilla de seis equipos disputada bajo la modalidad de "todos contra todos".
Los dos primeros obtenían el pase al Mundial. Todos los partidos de esta fase final coincidirían con el Campeonato de Naciones 1981.

## Sede
| Tegucigalpa                     |
| ------------------------------- |
| Estadio Nacional de Tegucigalpa |
| Capacidad: 50 000 espectadores  |
|                                 |

## Jugadores
| #    | Posición       | Nombre                  | Club             |
| ---- | -------------- | ----------------------- | ---------------- |
| 1    | Portero        | Julio César Arzú        | Real España      |
| 2    | Portero        | Belarmino Rivera        | Olimpia          |
| 3    | Portero        | Jimmy Stewart           | Real España      |
| 4    | Defensa        | Efraín Gutiérrez        | UNAH             |
| 5    | Defensa        | Fernando Bulnes         | Olimpia          |
| 6    | Defensa        | Hernán García           | Marathón         |
| 7    | Defensa        | Allan Costly            | Real España      |
| 8    | Defensa        | Jaime Villegas          | Real España      |
| 9    | Defensa        | Domingo Drummond        | Platense         |
| 10   | Centrocampista | Prudencio Norales       | Olimpia          |
| 11   | Centrocampista | Luis Alberto Reyes      | Motagua          |
| 12   | Centrocampista | Roger Chavarría         | Olimpia          |
| 13   | Centrocampista | René Suazo              | Marathón         |
| 14   | Centrocampista | Walter Jimminson        | Real España      |
| 15   | Centrocampista | Moisés Velásquez        | Atlético Morazán |
| 16   | Centrocampista | Matilde Lacayo          | Vida             |
| 17   | Centrocampista | David Bueso             | Motagua          |
| 18   | Centrocampista | Héctor Zelaya           | Motagua          |
| 19   | Centrocampista | Ramón Maradiaga         | Motagua          |
| 20   | Centrocampista | Francisco Javier Toledo | Marathón         |
| 21   | Centrocampista | Juan Cruz Murillo       | UNAH             |
| 22   | Centrocampista | Salvador Bernárdez      | Motagua          |
| 23   | Delantero      | Jorge Bran              | Olimpia          |
| 24   | Delantero      | Jimmy Bailey            | Real España      |
| 25   | Delantero      | Roberto Bailey          | Marathón         |
| 26   | Delantero      | Jorge Urquía            | Olimpia          |
| 27   | Delantero      | José Roberto Figueroa   | Vida             |
| 28   | Delantero      | Eduardo Laing           | Platense         |
| 29   | Delantero      | Carlos Caballero        | Real España      |
| 30   | Delantero      | Júnior Costly           | Real España      |
| Ent. | Chelato Uclés  | Chelato Uclés           | Chelato Uclés    |

## Resultados

### Primera ronda
| Equipo      | Pts. | PJ | PG | PE | PP | GF | GC | Dif |
| ----------- | ---- | -- | -- | -- | -- | -- | -- | --- |
| Honduras    | 12   | 8  | 5  | 2  | 1  | 15 | 5  | 10  |
| El Salvador | 12   | 8  | 5  | 2  | 1  | 12 | 5  | 7   |
| Guatemala   | 9    | 8  | 3  | 3  | 2  | 10 | 2  | 8   |
| Costa Rica  | 6    | 8  | 1  | 4  | 3  | 6  | 10 | -4  |
| Panamá      | 1    | 8  | 0  | 1  | 7  | 3  | 24 | -21 |

| 30 de julio de 1980 | Panamá | 0:2 (0:1) | Honduras                   | Estadio Revolución, Ciudad de Panamá                    |                                                         |
|                     |        |           | Bernárdez 14' · Costly 85' | Asistencia: 8 975 espectadores Árbitro(s): Hubert Tromp | Asistencia: 8 975 espectadores Árbitro(s): Hubert Tromp |

| 1 de octubre de 1980                      | Costa Rica                     | 2:3 (0:2) | Honduras                                | Estadio Ricardo Saprissa, San José                                  |                                                                     |
|                                           | Jiménez 79' (pen.) · Mills 82' |           | Bulnes 27' · Bernárdez 39' · Bailey 75' | Asistencia: 18 263 espectadores Árbitro(s): Constantinos Soupliotis | Asistencia: 18 263 espectadores Árbitro(s): Constantinos Soupliotis |
| Primer triunfo de Honduras en Costa Rica. |                                |           |                                         |                                                                     |                                                                     |

| 26 de octubre de 1980 | Honduras | 0:0 | Guatemala | Estadio Nacional, Tegucigalpa                                      |  |
|                       |          |     |           | Asistencia: 44 220 espectadores Árbitro(s): Marco Antonio Dorantes |  |

| 16 de noviembre de 1980 | Honduras      | 1:1 (0:1) | Costa Rica | Estadio Nacional, Tegucigalpa                           |                                                         |
|                         | Velásquez 77' |           | Morera 33' | Asistencia: 28 159 espectadores Árbitro(s): David Socha | Asistencia: 28 159 espectadores Árbitro(s): David Socha |

| 23 de noviembre de 1980 | El Salvador                | 2:1 (1:0) | Honduras     | Estadio Cuscatlán, San Salvador                           |                                                           |
|                         | González 9' · Guerrero 66' |           | Figueroa 85' | Asistencia: 40 851 espectadores Árbitro(s): Rolando Fusco | Asistencia: 40 851 espectadores Árbitro(s): Rolando Fusco |

| 30 de noviembre de 1980 | Honduras       | 2:0 (1:0) | El Salvador | Estadio Nacional, Tegucigalpa                                   |                                                                 |
|                         | Bailey 23' 66' |           |             | Asistencia: 38 979 espectadores Árbitro(s): Antonio Evangelista | Asistencia: 38 979 espectadores Árbitro(s): Antonio Evangelista |

| 7 de diciembre de 1980 | Guatemala | 0:1 (0:0) | Honduras   | Estadio Mateo Flores, Ciudad de Guatemala                    |                                                              |
|                        |           |           | Bailey 71' | Asistencia: 42 381 espectadores Árbitro(s): Toros Kibritjian | Asistencia: 42 381 espectadores Árbitro(s): Toros Kibritjian |

| 14 de diciembre de 1980 | Honduras                                | 5:0 (3:0) | Panamá | Estadio Nacional, Tegucigalpa                                       |                                                                     |
|                         | Bernárdez 6' 21' 68' · Figueroa 32' 77' |           |        | Asistencia: 25 000 espectadores Árbitro(s): Enrique Mendoza Guillén | Asistencia: 25 000 espectadores Árbitro(s): Enrique Mendoza Guillén |

Clasificaron a la ronda final:
- Honduras
- El Salvador

### Ronda final
Se dice que este torneo estuvo marcado por las dictaduras.
| Equipo      | Pts. | PJ | PG | PE | PP | GF | GC | Dif |
| ----------- | ---- | -- | -- | -- | -- | -- | -- | --- |
| Honduras    | 8    | 5  | 3  | 2  | 0  | 8  | 1  | 7   |
| El Salvador | 6    | 5  | 2  | 2  | 1  | 2  | 1  | 1   |
| México      | 5    | 5  | 1  | 3  | 1  | 6  | 3  | 3   |
| Canadá      | 5    | 5  | 1  | 3  | 1  | 6  | 6  | 0   |
| Cuba        | 4    | 5  | 1  | 2  | 2  | 4  | 8  | -4  |
| Haití       | 2    | 5  | 0  | 2  | 3  | 2  | 9  | -7  |

| 3 de noviembre de 1981 | Honduras                                          | 4:0 (2:0) | Haití | Estadio Nacional, Tegucigalpa                                    |                                                                  |
|                        | Bueso 35' · Urquía 40' · Laing 64' · Figueroa 75' |           |       | Asistencia: 45 386 espectadores Árbitro(s): José de Assis Aragão | Asistencia: 45 386 espectadores Árbitro(s): José de Assis Aragão |

| 8 de noviembre de 1981 | Honduras               | 2:0 (1:0) | Cuba | Estadio Nacional, Tegucigalpa                                           |                                                                         |
|                        | Bueso 36' · Costly 69' |           |      | Asistencia: 33 876 espectadores Árbitro(s): Luis Paulino Siles Calderón | Asistencia: 33 876 espectadores Árbitro(s): Luis Paulino Siles Calderón |

| 12 de noviembre de 1981 | Honduras                     | 2:1 (2:1) | Canadá     | Estadio Nacional, Tegucigalpa                                    |                                                                  |
|                         | Caballero 12' · Figueroa 40' |           | Bridge 19' | Asistencia: 38 953 espectadores Árbitro(s): Rómulo Méndez Molina | Asistencia: 38 953 espectadores Árbitro(s): Rómulo Méndez Molina |

| 16 de noviembre de 1981 | Honduras | 0:0 | El Salvador | Estadio Nacional, Tegucigalpa                                           |  |
|                         |          |     |             | Asistencia: 39 882 espectadores Árbitro(s): Luis Paulino Siles Calderón |  |

| 22 de noviembre de 1981 | Honduras | 0:0 | México | Estadio Nacional, Tegucigalpa                           |  |
|                         |          |     |        | Asistencia: 50 000 espectadores Árbitro(s): David Socha |  |

| Bandera de Honduras | Bandera de El Salvador |
| Honduras            | El Salvador            |
| Campeón 1.° título  | Segundo puesto         |

## Resultado final
| Honduras              |
| Clasificado           |
|                       |
| Primera participación |

## Estadísticas

### Clasificación general
| Pos. | Selección             | Pts. | PJ | PG | PE | PP | GF | GC | Dif | Rend. |
| ---- | --------------------- | ---- | -- | -- | -- | -- | -- | -- | --- | ----- |
| 1    | Honduras              | 20   | 13 | 8  | 4  | 1  | 23 | 6  | 17  | 76.9% |
| 2    | El Salvador           | 18   | 13 | 7  | 4  | 2  | 14 | 6  | 8   | 69.2% |
| 3    | Cuba                  | 11   | 9  | 4  | 3  | 2  | 11 | 8  | 3   | 61.1% |
| 4    | Canadá                | 10   | 9  | 2  | 6  | 1  | 10 | 9  | 1   | 55.6% |
| 5    | Guatemala             | 9    | 8  | 3  | 3  | 2  | 10 | 2  | 8   | 56.3% |
| 6    | México                | 9    | 9  | 2  | 5  | 2  | 14 | 8  | 6   | 50%   |
| 7    | Haití                 | 7    | 9  | 2  | 3  | 4  | 6  | 11 | -5  | 38.9% |
| 8    | Costa Rica            | 6    | 8  | 1  | 4  | 3  | 6  | 10 | -4  | 37.5% |
| 9    | Surinam               | 5    | 4  | 2  | 1  | 1  | 5  | 3  | 2   | 62.5% |
| 10   | Trinidad y Tobago     | 4    | 4  | 1  | 2  | 1  | 1  | 2  | -1  | 50%   |
| 11   | Guyana                | 4    | 6  | 2  | 0  | 4  | 8  | 13 | -5  | 33.3% |
| 12   | Antillas Neerlandesas | 3    | 4  | 0  | 3  | 1  | 1  | 2  | -1  | 37.5% |
| 13   | Estados Unidos        | 3    | 4  | 1  | 1  | 2  | 4  | 8  | -4  | 37.5% |
| 14   | Panamá                | 1    | 8  | 0  | 1  | 7  | 3  | 24 | -21 | 6.3%  |
| 15   | Granada               | 0    | 2  | 0  | 0  | 2  | 4  | 8  | -4  | 0%    |

### Goleadores
| Jugador                  |   | PJ |
| ------------------------ | - | -- |
| José Roberto Figueroa    | 5 | 5  |
| Salvador Bernárdez       | 5 | 11 |
| Jimmy Bailey             | 4 | 4  |
| David Bueso              | 2 | 3  |
| Allan Costly             | 2 | 9  |
| Eduardo Laing            | 1 | 2  |
| Moisés Velásquez         | 1 | 2  |
| Carlos Orlando Caballero | 1 | 5  |
| Jorge Urquía             | 1 | 5  |
| Fernando Bulnes          | 1 | 12 |